# ギリシャ伸也 大和田伸也のギリシャ神話
『ギリシャ伸也 大和田伸也のギリシャ神話』（ギリシャしんや おおわだしんやのギリシャしんわ）は、NHK Eテレ・NHKワンセグ2で放送中のテレビドラマ・教養番組。

## 内容
人間界を見守る神々の王・ゼウスが人間界に降り、人々にギリシャ神話にまつわる言葉の由来を物語で語る。

## 出演者
神々の王ゼウス(人間界ではギリシャ神話の伝道師ギリシャ伸也こと大和田伸也)：大和田伸也

## 放送リスト
| 回 | 放送日        | 言葉、ギリシャ神話             |
| -- | ------------- | ------------------------------ |
| 1  | 2014年3月3日  | ナルシスト(ナルキッソスの物語) |
| 2  | 2014年3月10日 | サイレン（セイレーンの物語）   |
| 3  | 2014年3月17日 | パニック（パーンの物語）       |

## 放送時間
- 19:55 - 20:00　NHKワンセグ2
- 23:25 - 23:30　NHK Eテレ

## スタッフ
- ギリシャ神話監修：東ゆみこ
- イラスト：中山けーしょー
- 制作：NHKグローバルメディアサービス
- 制作協力：プロテックス
- 制作・著作：NHK